# Ficinia involuta
Ficinia involuta är en halvgräsart som beskrevs av Christian Gottfried Daniel Nees von Esenbeck. Ficinia involuta ingår i släktet Ficinia och familjen halvgräs. Inga underarter finns listade i Catalogue of Life.